# Goodyera rubicunda
Goodyera rubicunda är en orkidéart som först beskrevs av Carl Ludwig von Blume, och fick sitt nu gällande namn av John Lindley. Goodyera rubicunda ingår i släktet knärötter, och familjen orkidéer. Inga underarter finns listade i Catalogue of Life.